# Skurjen spomin
Skurjen spomin (ponekod tudi Skurjen spomin Vol. 1) je studijski album slovenske hip hop skupine Oygn (stilizirano s samimi velikimi začetnicami) iz Maribora, ki jo sestavljata raper Mito ter glasbeni producent YNGFirefly. Izšel je 12. febuarja 2018 v digitalni obliki v samozaložbi.
Album je izšel s tremi naslovnicami: v modri, rumeni in rdeči barvi.

## Kritični odziv
Za  revijo Mladina je Goran Kompoš napisal: "Mito je s ploščo Bratstvo in estradstvo že pred dvema letoma zakuhal enega domačih raperskih presežkov, zdaj je za nov projekt sile združil z YNGFireflyem, enim najprodornejših beatmakerjev pri nas. Ta je Mitu nekaj beatov narezal že za omenjeno ploščo, s prvo skupno pa zdaj potrjujeta, da je med njima preskočila močna ustvarjalna iskra. Mito za to, da njegove emsijevske akrobacije dobijo pravi kaliber, preprosto potrebuje drzne beate, YNGFirefly pa za svoj beatovski avanturizem veščega emsija."
Za Radio Študent pa je Dušan Bulajić o albumu izpostavil: "Plata se torej zelo lepo stopnjuje, nosi močna sporočila, fanta pa poleg vsega skrbita tudi za momente spontanosti. Če je bila plata Bratstvo in estradstvo povratniška, dobro, dolgo oziroma več let pripravljana plata, je Skurjen spomin plata trenutka, plata refleksije, kreativnega impulza dveh mladih modelov, polnih štajerskega žara."
Na Radiu Študent je bil album uvrščen na 12. mesto, v spletni reviji Beehype pa na 9. mesto najboljših slovenskih albumov leta.

### Priznanja
| objava        | uvrstitev | seznam               |
| ------------- | --------- | -------------------- |
| Radio Študent | 12.       | Naj tolpe bumov 2018 |
| Beehype       | 9.        | Best of 2018         |

## Seznam pesmi
Vse pesmi sta napisala Andrej Janžekovič in Urban Senekovič.
| Št. | Naslov                           | Dolžina |
| --- | -------------------------------- | ------- |
| 1.  | „Oblečen za apokalipso‟          | 2:04    |
| 2.  | „Godzilla bluz‟                  | 1:49    |
| 3.  | „Ptice se ne vračajo‟            | 2:28    |
| 4.  | „W.T.F.J.A‟                      | 2:39    |
| 5.  | „Haram‟                          | 2:09    |
| 6.  | „Kurac krivi‟                    | 1:47    |
| 7.  | „Den Diznilend & Met Dejmon‟     | 2:44    |
| 8.  | „Off protokol postopki‟          | 2:08    |
| 9.  | „Handyman‟                       | 2:55    |
| 10. | „Pomisli na otroke‟              | 2:19    |
| 11. | „Onana‟                          | 1:56    |
| 12. | „Skurjen spomin‟                 | 4:31    |
| 13. | „Takoj jokaT‟                    | 3:03    |
| 14. | „Fajn bi blo (Medijski samomor)‟ | 2:42    |

## Zasedba
- Mito – vokal, besedila
- YNGFirefly – beati, aranžmaji, produkcija, miks beatov
- Igor Vuk – mastering, miks vokalov
- Griša Grauf – oblikovanje